# Cantone di La Bresse
Il Cantone di La Bresse è una divisione amministrativa dell'Arrondissement di Épinal.
È stato istituito a seguito della riforma dei cantoni del 2014, che è entrata in vigore con le elezioni dipartimentali del 2015.

## Composizione
Comprende i comuni di:
- Basse-sur-le-Rupt
- La Bresse
- Cornimont
- Faucompierre
- La Forge
- Gerbamont
- Rochesson
- Sapois
- Saulxures-sur-Moselotte
- Le Syndicat
- Tendon
- Thiéfosse
- Le Tholy
- Vagney
- Ventron